# Igor Cavalera
Igor Graziano Cavalera (Belo Horizonte, 4 settembre 1970) è un batterista brasiliano, noto per aver fatto parte del gruppo metal Sepultura.
Insieme a suo fratello Max Cavalera, è particolarmente noto nel panorama thrash metal, oltre che per il suo alto livello tecnico, per l'aggressività che caratterizza il suo sound.

## Biografia
Figlio di un diplomatico italiano nato a Fiume,nasce il 4 settembre 1970 a Belo Horizonte ed inizia a suonare la batteria a 10 anni;"Prima di entrare nel mondo della musica io e Max eravamo appassionati di calcio.Dopo un po' di tempo io iniziai a suonare la batteria e Max la chitarra,ecco come abbiamo deciso di formare una band.La nostra vita l’abbiamo completamente dedicata alla musica,ecco perché abbiamo iniziato presto.Sia io che Max siamo sempre stati attratti dal “lato estremo” della musica,iniziando da band come i Kiss e Queen.Abbiamo sempre preferito canzoni più veloci,non ballad o robe così.Successivamente abbiamo scoperto altre band come i Motörhead e gli Slayer.Cercavamo qualcosa di potente ed energico".
"Mio padre aveva un sacco di dischi,e più tardi io e Max,esaminando la sua collezione,trovammo il primo disco dei Black Sabbath lì in mezzo.Ma questo è stato dopo che eravamo già entrati nel musica rock – non tanto metal,ma più rock.Il batterista dei Black Sabbath,Bill Ward,è uno di quei musicisti che mi ha ispirato all’inizio a suonare la batteria,e anche il modo in cui ha sempre spinto ai limiti con percussioni diverse".
Le sue prime influenze sono Led Zeppelin e Motörhead,in seguito Slayer e Venom.Tra i suoi batteristi preferiti cita Bill Ward (Black Sabbath), Dave Lombardo (Slayer), Mike Bordin (Faith No More).
Nel 1984,con il cantante/chitarrista e fratello maggiore Max Cavalera,fonda i Sepultura.Il 21 aprile 1984 Igor suonò per la prima volta su una vera batteria,presa in prestito da Helio Eduardo,batterista della band "Overdose" che suonò quella sera.
Nel 1986 Il gruppo pubblica l'album d'esordio Morbid Visions e l'anno dopo Schizophrenia,due album di rozzo e violento thrash metal dove giocano un ruolo importante le influenze degli Slayer.
Il terzo album Beneath the Remains (1989) diventa tra i dischi più apprezzati grazie anche ad una produzione migliore rispetto ai precedenti.Ancora più apprezzato sarà Arise (1991),che determina la riuscita di un suono "thrash/death metal" ancora migliore (ad oggi gli "estremisti heavy" lo preferiscono a tutti).
Negli anni '90 il genere della band subisce un enorme cambiamento;Igor abbandona le veloci ritmiche thrash e incorpora nel suo stile influenze crossover e ritmi tribali brasiliani.Ne escono così due album di grande successo come Chaos A.D. (1993) e soprattutto Roots del 1996,fondamentale per l'aver tracciato un nuovo stile di suonare la batteria (ripreso anche dai Korn),che però venne criticato dai fan di vecchia data.Questo cambiamento migliorò lo stile di Igor rendendolo più variegato e permettendogli di uscire dai classici schemi dell'Heavy metal.

### L'uscita dai Sepultura e nuovi progetti
Il 13 gennaio 2006 ha annunciato di abbandonare i Sepultura in vista della nascita del suo quarto figlio,aggiungendo però che sarebbe presto tornato dietro la batteria.Invece,il 12 giugno 2006,annuncia il suo abbandono dai Sepultura per "incompatibilità artistiche".Lasciati i Sepultura,Igor Cavalera sviluppa la sua passione per la musica elettronica e dance dando vita al progetto "MixHell" con la moglie,Laima Leyton.Inizia una serie di collaborazioni illustri nel campo della musica electro europea con dj del calibro di Erol Alkan e Boys Noize,oltre all'amicizia che lo lega con i fratelli Deawaele meglio conosciuti come "2 Many Dj's",leader della alternative rock band Soulwax.Igor e Laima suonano costantemente in tutta Europa spesso entrambi in console come dj,a volte con Igor che suona dal vivo la batteria accompagnando Laima che fa la dj.

### I Cavalera Conspiracy
Nel 2007,col fratello Max Cavalera,forma i Cavalera Conspiracy,un gruppo thrash metal con influenze death metal e hardcore.Nel 2008 i Cavalera Conspiracy daranno vita al primo album Inflikted con un chiaro ritorno alle sonorità thrash/death dei primi Sepultura in chiave più moderna.Max Cavalera ha definito così questa nuova band:"Sono passati dieci anni senza parlarci,e questo fa schifo,perchè lui è mio fratello e gli voglio bene.Con i Cavalera Conspiracy noi vogliamo suonare del semplice ed ottimo heavy metal.Questa band è nata per concretizzare il ritorno insieme dei ‘metal brother’ e per suonare quella musica che ci ha fatto conoscere negli anni '80 e '90.L’intensità dei primi Sepultura rivive in questa band,e credo che la musica elettronica che Igor propone nei suoi DJ-Set qui non troverà mai posto.La filosofia dei Cavalera Conspiracy è l’heavy metal,niente e nessuno potrà cambiarla!".
Il 14 aprile 2023 i fratelli Cavalera hanno annunciato di aver ri-registrato il primo EP dei Sepultura “Bestial Devastation” e il primo album “Morbid Visions“.Max Cavalera commenta:“Man mano che si va avanti,a volte,bisogna tornare da dove tutto è iniziato!Abbiamo ri-registrato Bestial Devastation e Morbid Visions con suoni nuovi,ma con lo stesso spirito crudo e senza tempo".Igor Cavalera afferma:"Ho sempre pensato che le registrazioni dei nostri vecchi lavori non rendessero giustizia al modo in cui eseguivamo le canzoni,quindi,questo è un momento molto speciale della nostra vita e siamo molto orgogliosi di mostrare a voi fan la nostra vera rappresentazione degli incredibili Bestial Devastation e Morbid Visions".

## Vita privata
Igor Cavalera ha quattro figli nati nel 1996, 2000, 2002 e 2006. Vive a Londra dal 2013. 
Colleziona giocattoli e magliette da calcio e ha molti hobby, tra cui jiu-jitsu brasiliano, kickboxing, snowboard, surf, disegno e tifa per la squadra di calcio brasiliana Palmeiras Ammira suo padre Graziano Cavalera come suo modello. Nel 1996 ha fondato il marchio di moda "Cavalera".

## Discografia

### Con i Sepultura
- 1985 - Bestial Devastation (EP)
- 1986 - Morbid Visions
- 1987 - Schizophrenia
- 1989 - Beneath the Remains
- 1991 - Arise
- 1992 - Third World Posse (EP)
- 1993 - Chaos A.D.
- 1994 - Refuse/Resist (EP)
- 1996 - Roots
- 1998 - Against
- 1999 - Tribus (EP)
- 2001 - Nation
- 2002 - Under a Pale Grey Sky (album dal vivo)
- 2002 - Revolusongs (EP)
- 2002 - Roorback
- 2005 - Live in São Paulo (album dal vivo)
- 2006 - Dante XXI

### Con i Cavalera Conspiracy
- 2008 - Inflikted
- 2011 - Blunt Force Trauma
- 2014 - Pandemonium
- 2017 - Psychosis
- 2023 - Bestial Devastation Re- Recorder
- 2023- Morbid Visions Re-Recorded
- 2024- Schizophrenia Re- Recorded

### Con i Petbrick
- 2019 - I
- 2020 - I Remix
- 2020 - Deafbrick (album in collaborazione con Deafkids)
- 2022 - Liminale

### Absent in Body
- 2022 - Plague God

### Con i Mixhell
- 2009 - Highly Explicit (EP)
- 2009 - Boom Da (singolo)
- 2009 - We Love Animals (singolo con i Crookers e i Soulwax)
- 2011 - Antigalactic (singolo)
- 2012 - Exit Wound (singolo)
- 2012 - Blast Fron The Past (EP con gli Blackstrobe)
- 2013 - Spaces
- 2013 - The Way (EP)
- 2014 - Drums of Hell (EP)
- 2015 - MHDP (singolo con i The Dead Pirates)
- 2015 - No Way Back - The Covers (singolo con Adonis e Azari & III)
- 2015 - Animal Machine (singolo con Gui Boratto)
- 2016 - Crocodile Boots (EP con Joe Goddard e Mutado Pintado)
- 2018 - Strong & Wrong (singolo con Joe Goddard e Mutado Pintado)

### Solista
- 1999 – No Coração Dos Deuses (con Andreas Kisser e André Moraes,colonna sonora dell’omonimo film)

### Collaborazioni
- 1994 - Nailbomb - Point Blank (batteria nei brani Wasting Away,Blind and Lost,Cockroaches,Exploitation,Shit Piñata e Sick Life)
- 1995 - Nailbomb - Proud to Commit Commercial Suicide (batteria nei brani Wasting Away,Cockroaches,Blind and Lost e Sick Life)
- 1997 - Strife - In This Defiance (batteria)
- 1999 - Biohazard - New World Disorder (percussioni nel brano New World Disorder)
- 2000 - Soulfly - Primitive (effetti nel brano Mulambo)
- 2000 - Biohazard - Uncivilization (batteria nel brano Gone)
- 2001 - Addiction - Doubt The Dosage (batteria nel brano Inside (Enoku Yaku))
- 2002 - Soulfly - 3 (voce nel brano One Nation)
- 2005 - Circle Of Tyrants - The Circle Of Tyrants (batteria nel brano Necrotura)
- 2005 - Nailbomb - Live at Dynamo (video) (batteria nei brani Wasting Away,Guerrillas,Cockroaches,Blind and Lost e Sick Life)
- 2006 - Lenine - Acústico Mtv (percussioni nel brano Dois Olhos Negros)
- 2007 - Questions - Fight For What You Believe (batteria nel brano Conscience)
- 2009 - Blind Ego - Numb (batteria nel brano Change Reprise)
- 2011 - Buraka Som Sistema - Komba (batteria nel brano Macumba)
- 2012 - Strife - Witness A Rebirth (batteria)
- 2013 - Soulfly - Savages (voce nel brano Bloodshed)
- 2015 - Strife - Incision (EP) (batteria nel brano Incision)
- 2016 - Signmark - Silent Shout (batteria nel brano Impossible is my Thing)
- 2016 - Lody Kong - Dreams and Visions (voce chitarra e testi)
- 2017 - Soulwax - From Deewee (performer)
- 2017 - Joe Goddard - Electric Lines (batteria nei brani Human Heart e Children)
- 2019 - Ladytron - Ladytron (batteria)
- 2019 - Meatraffle - Bastard Music (batteria e percussioni nel brano Song For 'Birds' )
- 2020 - Pig Destroyer - The Octagonal Stairway (batteria nel brano Sound Walker)
- 2022 - Integrity - Those Who Fear Tomorrow (batteria nei brani Darkness,Dawn of a New Apocalypse,March of the Damned)
- 2023 - Test - Disco Normal ("Electronic processing" nel brano Nem Me Vê)

### Partecipazioni
- 2004 - Artisti vari - CD Dos Hinos Placar (presente assieme a Branco Mello e Simoninha nel brano Palmerias)